# (184314) Mbabamwanawaresa
(184314) Mbabamwanawaresa (designación provisional 2005 EO302) es un objeto transneptuniano de tamaño mediano en el cinturón de Kuiper clásico, de unos 300 km de diámetro, que orbita alrededor del Sol aproximadamente cada 300 años a una distancia promedio de 44.867 UA. Fue descubierto en 2005 y recibió su nombre en honor a Mbaba Mwana Waresa, la diosa zulú del arcoíris, la agricultura, la lluvia y la cerveza.